# Robert Heiß (Philosoph)

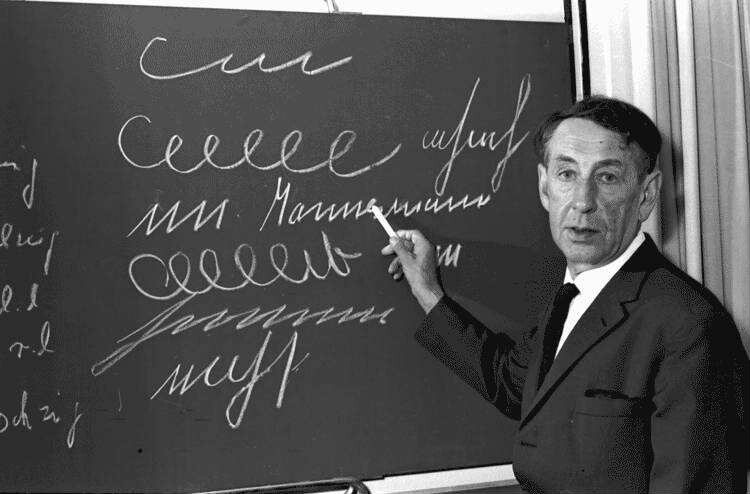
Robert Heiß (1965)

Robert Heiß (* 22. Januar 1903 in München; † 21. Februar 1974 in Freiburg im Breisgau) war ein deutscher Philosoph und Psychologe.

## Leben
Robert Heiß wurde als Sohn des Postbeamten Robert Heiß und seiner Ehefrau Eugenie Heiß in München geboren. Von 1922 bis 1926 studierte er Philosophie, Psychologie und Soziologie, 1926 wurde er mit seiner Dissertation Die Philosophie der Logik und die Negation zum Dr. phil. in Göttingen promoviert. 1928 habilitierte er sich als nicht etatmäßiger Assistent an der Universität zu Köln mit der Arbeit Logik des Widerspruchs. Er gehörte dort dem Kreis um Nicolai Hartmann an. Seit 1936 war er nicht-beamteter außerordentlicher Professor für Philosophie in Köln, seit 1938 Leiter des Instituts für experimentelle Psychologie und seit 1939 beamteter außerplanmäßiger Professor.

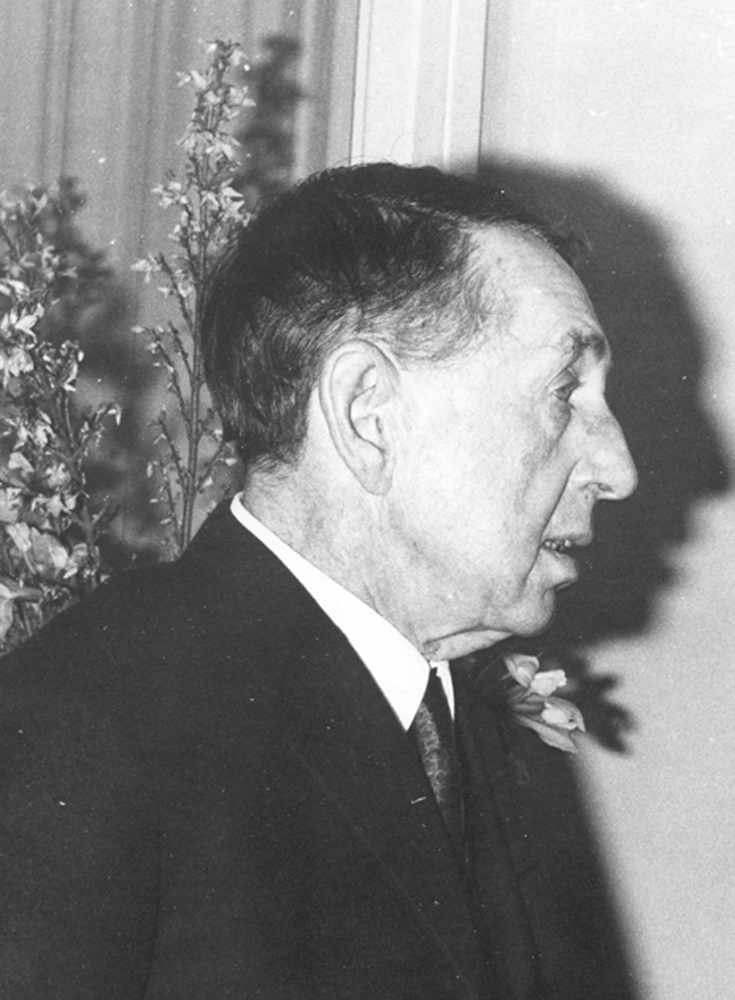
Robert Heiß 1903–1974 Philosoph und Psychologe

Wie viele Psychologen seiner Generation musste Heiß von 1939 bis 1942 eine Tätigkeit als Personalgutachter zunächst als Heerespsychologe, 1940 bis 1942 als Luftwaffenpsychologe, ausüben, bis die Luftwaffenpsychologie aufgelöst wurde. Im Jahr 1942 erhielt er den Ruf auf den Lehrstuhl für Philosophie und Psychologie an der Universität Freiburg, den er zunächst vertrat und 1943 einnahm. Heiß gründete dort 1944 das Institut für Psychologie und Charakterologie.
Sehr fraglich bleibt angesichts sich widersprechender Quellen, ob Heiß tatsächlich seit dem 1. Oktober 1940 Mitglied der NSDAP war, wie eine Karteikarte im Bundesarchiv annehmen lässt. Im Bundesarchiv (Document Center) fehlen der Aufnahmeantrag, der Hinweis auf Aushändigung des Parteiausweises und Belege für Beitragszahlungen. Die Angaben von Ernst Klee Das Personen Lexikon zum Dritten Reich. Wer war was vor und nach 1945. Edition Kramer. Frankfurt am Main, (2010), von Leaman, Tilitzki und anderen Autoren sind zumindest hinsichtlich des angeblichen Eintrittsjahres falsch. In dem dienstlich verlangten Personalfragebogen vom 9. Januar 1943 verneint Heiß die Mitgliedschaft in einer Partei. In einer Erklärung vom 17. Juni 1946 berichtete er, dass er im Oktober 1943 fälschlich als Parteimitglied bezeichnet worden sei. Eine Verwechslung mit einem ebenfalls in München geborenen Professor der Medizin Robert Heiß ist nicht auszuschließen. Die in der Personalakte erhaltenen Stellungnahmen der NS-Dozentenführer belegen, dass Heiß verschiedentlich auf starke politische Bedenken stieß und als politisch unzuverlässig galt.
Nach dem Krieg wurde Heiß von der französischen Militärregierung im November 1945 im Amt bestätigt und als „politisch Unbelasteter“ 1946 Dekan der Philosophischen Fakultät.

## Werk
Robert Heiß gehörte noch jener Generation von Professoren der Psychologie an, die durch ihr Studium und ihre ersten Veröffentlichen als Philosophen ausgewiesen waren. In der akademischen Psychologie jener Zeit war Heiß eher ein Außenseiter, da er weder aus einer experimentalpsychologischen noch aus einer phänomenologischen bzw. betont geisteswissenschaftlichen Tradition der Psychologie stammte. Heiß war wesentlich von Sigmund Freud, aber auch von Erich Rothacker und Ludwig Klages sowie von Ernst Kretschmer und dessen medizinischer Psychologie beeinflusst. Er gehörte dem Kreis um den Philosophen Nicolai Hartmann an. Vor allem zogen ihn die großen Dialektiker Georg Wilhelm Friedrich Hegel, Søren Kierkegaard und Karl Marx an. Er hat über sie geschrieben, und sein eigenes Denken über die „Dialektik und Dynamik“ der Person ist unter diesem Einfluss zu verstehen. In seiner Lehre vom Charakter (1936/1949) und der programmatischen Schrift Person als Prozess (1948) entwickelte er diese Perspektive. Sein Ansatz der „diagnostischen Psychologie“ orientierte sich an den vorhandenen diagnostischen Mitteln und an den praktischen Aufgaben, d. h. Beratung, neurosenpsychologische Diagnostik, forensische Gutachten.
In seiner Charakterkunde hatte Robert Heiß eine für jene Zeit ungewöhnliche Sicht der Persönlichkeit entworfen. Er erweiterte den in der Tradition der „Charakterologie“ üblichen Begriff der als relativ konstant angesehenen Eigenschaft, indem er die fortdauernde Entwicklung der Persönlichkeitseigenschaften hervorhob. Nicht die Struktur bzw. der Aufbau der Persönlichkeit war ihm wesentlich, sondern der „Verfestigungsprozess“, in dem sich diese Eigenschaften herausbilden. Eigenschaften sind demnach vieldeutig, und zu ihrer Beurteilung ist die Kenntnis ihres Verfestigungsprozesses notwendig. Heiß stützte seine Interpretationen auf motivationspsychologische und speziell auch tiefenpsychologische Argumente und bezog sich auf Antrieb und Hemmung, auf die Krisen und Umbrüche der Persönlichkeit, auf Entwicklungen mit Rückbildung, Zerstörung und Umschichtung der Persönlichkeit sowie auf Grenzformen wie das Zwangsverhalten. Diese Abläufe sind durch Prozesseigenschaften zu beschreiben, in denen innere Antriebsgestalten erscheinen. Umgekehrt sind durch eine psychologische Diagnostik solcher Prozessmerkmale die zugrundeliegenden Antriebsgestalten und dynamischen Veränderungen hinsichtlich Labilisierung, Stabilisierung und Verfestigung zu erfassen. Der Verfestigungsprozess ist nicht allein durch einen Lernprozess zu erklären, denn die theoretischen Annahmen sind viel weiter gefasst als lerntheoretische Konzeptionen der Verhaltenswissenschaft. Heiß dachte an Selbstregulation, soziale und situative Einflüsse, dynamisch-unbewusste Antriebe und die willentliche und intelligente Kontrolle von Erlebnissen und Affekten. Die psychologische Interpretation dieser dynamischen Vorgänge führte zu dem neuen Verständnis von Person als Prozess und zu der Methodik der Verlaufsanalyse.
Die ungewöhnliche Bezeichnung seines Instituts sollte den beiden Traditionen, der experimentalpsychologischen und der charakterkundlichen, gerecht werden. In Freiburg führte Heiß projektive Tests, Intelligenztests, Graphologie und Ausdruckspsychologie ein und gemeinsam mit seinen Mitarbeitern entstand im Laufe der Jahre – mit den Höhepunkten zwischen 1950 und 1970 – ein Ausbildungsschwerpunkt wie an keinem anderen Psychologischen Institut in Deutschland. Heiß war Herausgeber des Handbuchs Diagnostische Psychologie und Herausgeber bzw. Mitherausgeber der Zeitschrift für diagnostische Psychologie und Persönlichkeitsforschung (später Diagnostica), der Psychologischen Forschung und der Zeitschrift für Menschenkunde.
Die benutzten testpsychologischen Verfahren und die Graphologie, auf die sich diese psychologische Prozessforschung stützte, werden heute als sehr problematische Methoden angesehen und sie sind deswegen an den Instituten bzw. in der Ausbildung weithin unüblich geworden. Damit hatte der von Heiß vertretene Ansatz der diagnostischen Psychologie seine empirische Basis weitgehend verloren. Die grundsätzliche Forderung nach Prozessforschung bleibt jedoch bestehen. Dies gilt grundsätzlich für sein theoretisches Konzept und auch für viele der methodischen Regeln der psychologischen Interpretation.

## Schriften
- Logik des Widerspruchs: eine Untersuchung zur Methode der Philosophie und zur Gültigkeit der formalen Logik. Verlag de Gruyter, Berlin 1932.
- Die Lehre vom Charakter. Verlag de Gruyter, Berlin 1936. (2. Aufl. 1949)
- Die Deutung der Handschrift. Claassen, Hamburg 1943. (3. Aufl. 1966 mit Inge Strauch).
- Person als Prozess. In: Johannes von Allesch, W. Jacobsen, G. Munsch, Max Simoneit (Hrsg.). Kongreßbericht des Berufsverbandes Deutscher Psychologen, Bonn, 29. August bis 2. September 1947. Nölke, Hamburg 1948, S. 11–25. (Nachdruck in Karl-Josef Groffmann, Karl-Herrmann Wewetzer (Hrsg.). Person als Prozeß. Festschrift zum 65. Geburtstag von Prof. Dr. phil. Robert Heiss. Huber, Bern 1968, S. 17–37).
- Der Gang des Geistes. Bern, Francke 1948.
- Die diagnostischen Verfahren in der Psychologie. In: Psychologische Rundschau, Bd. 1, 1949, S. 266–275; Bd. 2, 1950, S. 9–19, 63–75, 128–136.
- Psychologismus, Psychologie und Hermeneutik. In: C. Astrada et al. (Hrsg.): Martin Heideggers Einfluss auf die Wissenschaften. Aus Anlass seines sechzigsten Geburtstags. Bern: Francke, Bern 1949, S. 22–36.
- mit Hildegard Hiltmann (Hrsg.): Der Farbpyramidentest nach Max Pfister. Huber, Bern 1951.
- Nicolai Hartmann. In: Heinz Heimsoeth, Robert Heiß (Hrsg.). Der Denker und sein Werk. Fünfzehn Abhandlungen mit einer Bibliographie. Vandenhoeck & Ruprecht, Göttingen 1952, S. 15–28.
- Allgemeine Tiefenpsychologie. Huber, Bern 1956.
- Wesen und Formen der Dialektik. Kiepenheuer & Witsch, Köln 1959.
- Die großen Dialektiker des 19. Jahrhunderts : Hegel, Kierkegaard, Marx. Kiepenheuer & Witsch, Köln 1963.
- (mit Karl-Josef Groffmann, Lothar Michel). (Hrsg.). Handbuch der Psychologie. Band 6. Psychologische Diagnostik. Hogrefe, Göttingen 1971.
- Utopie und Revolution. Piper, München 1973. ISBN 3-492-00352-4.